# Абаканский зоопарк

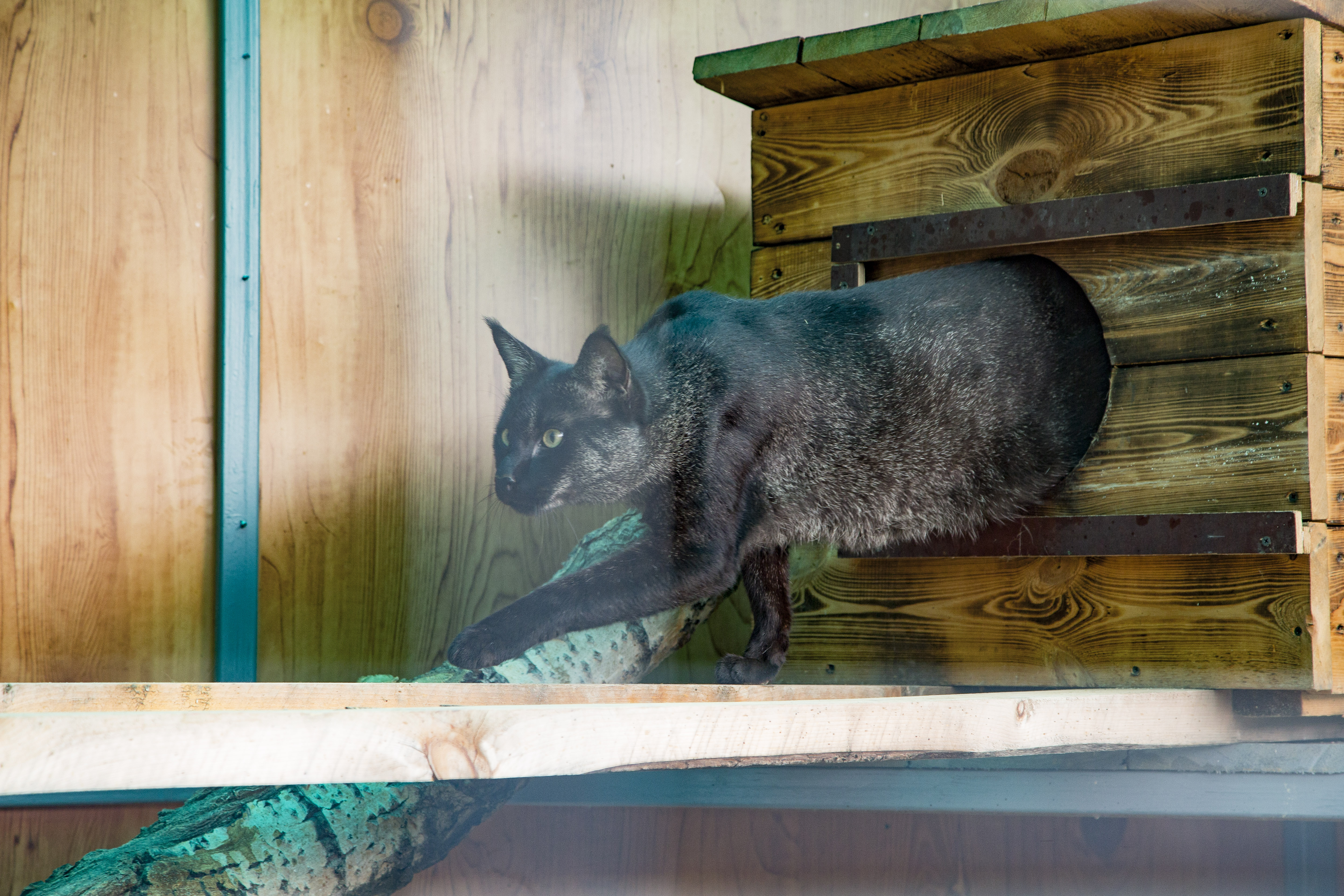
Камышовый кот Абаканского зоопарка, 2021 г.

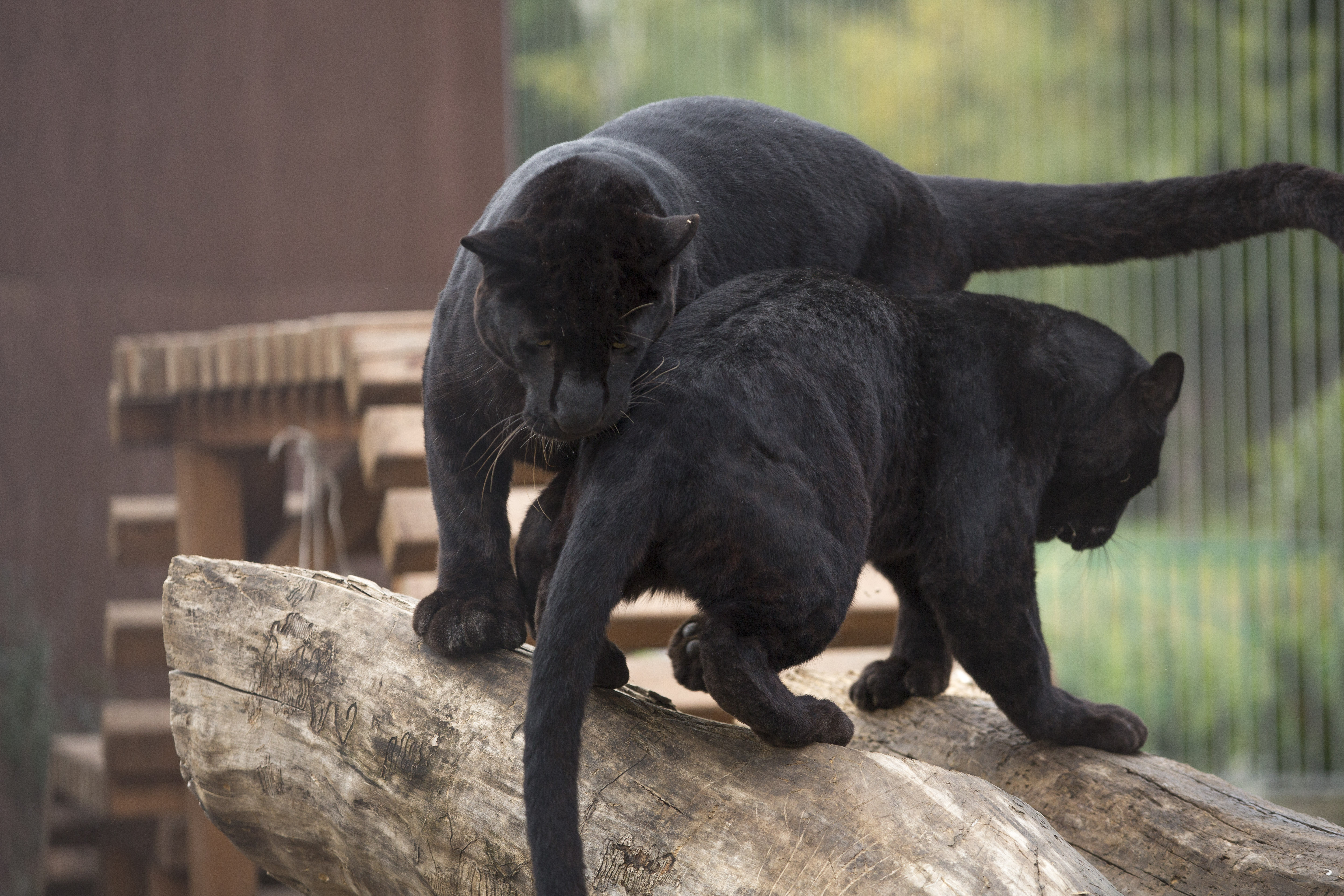
Пантеры Абаканского зоопарка, 2021 г.

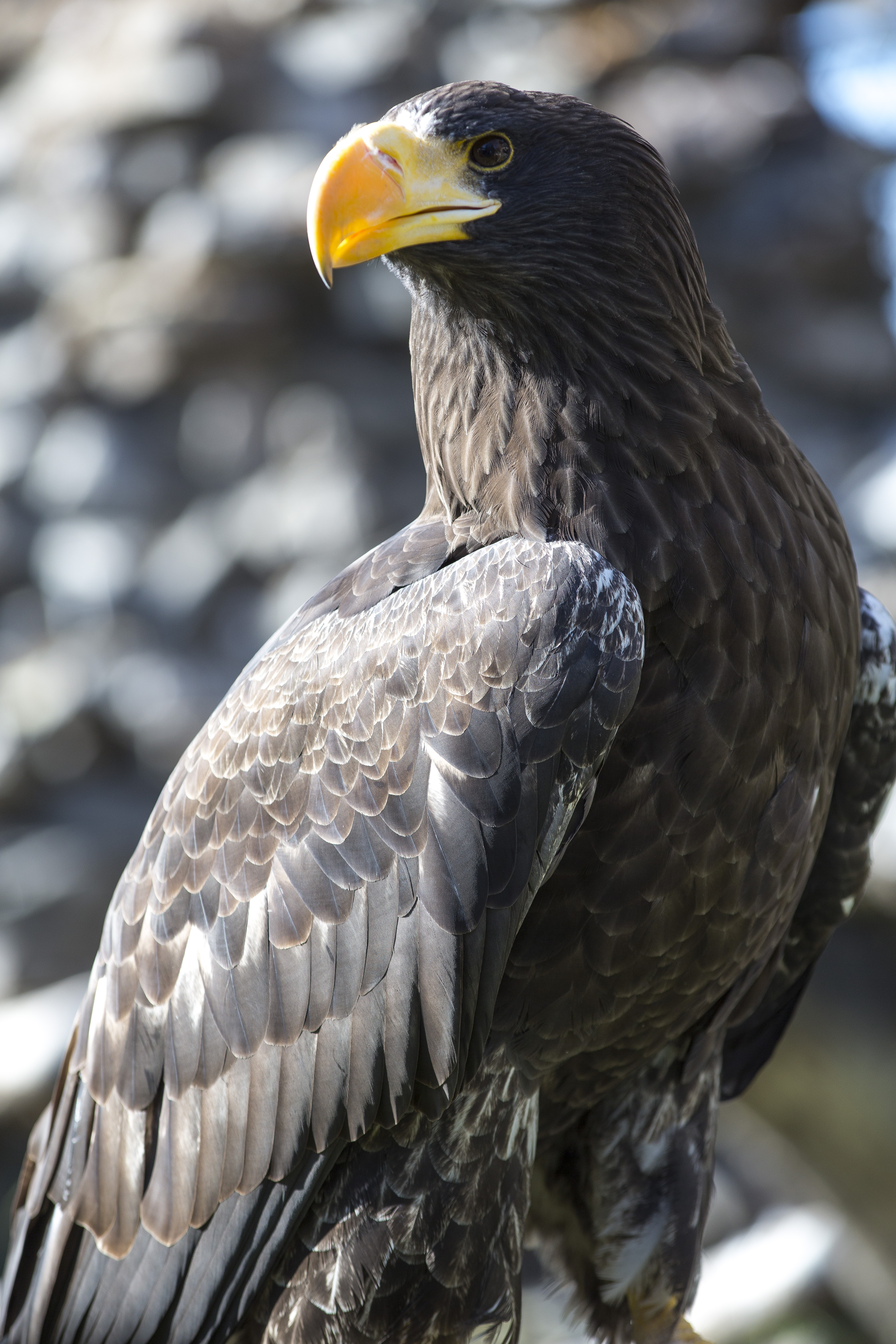
Белоплечий орлан Абаканского зоопарка, 2021 г.

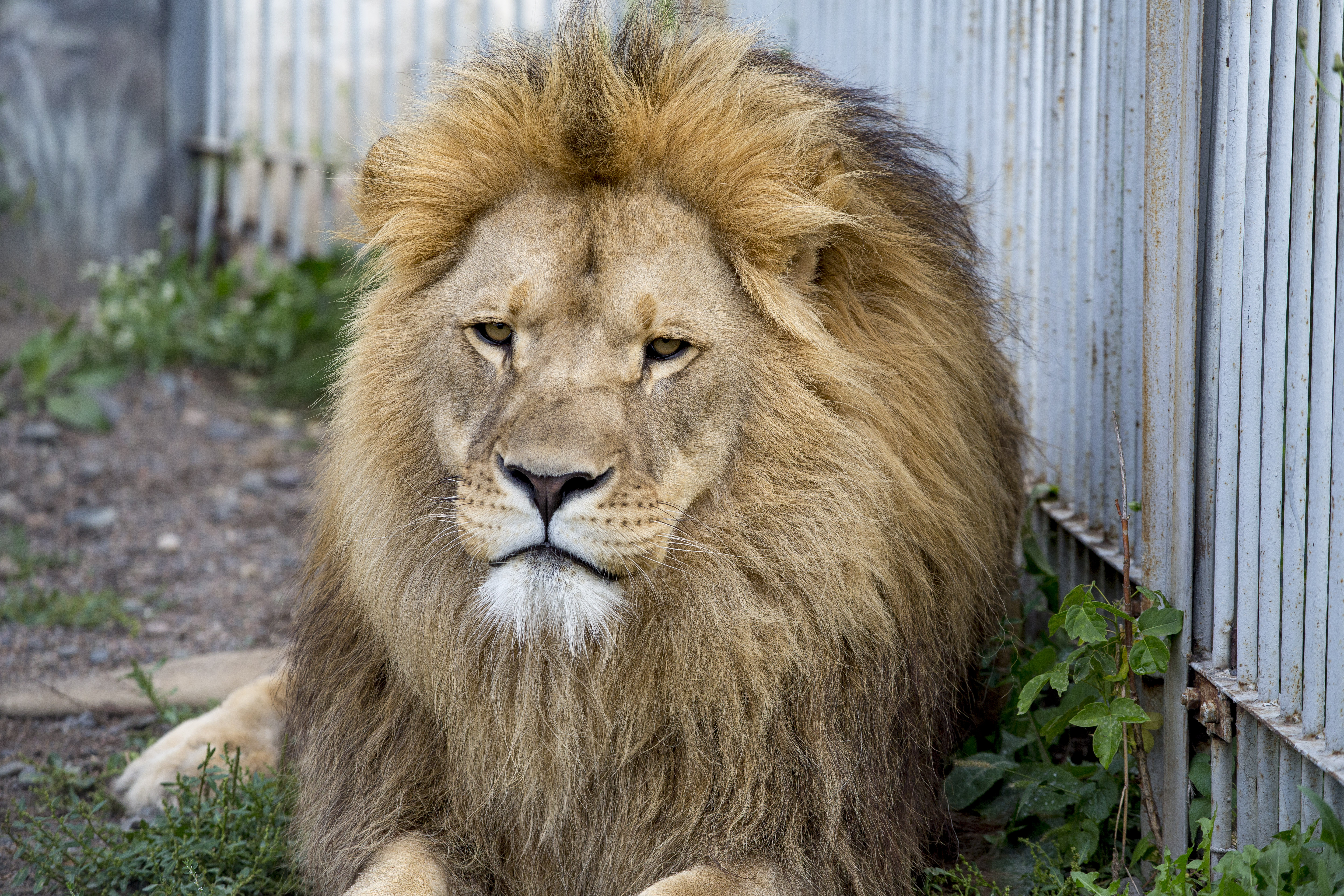
Лев Абаканского зоопарка, 2021 г.

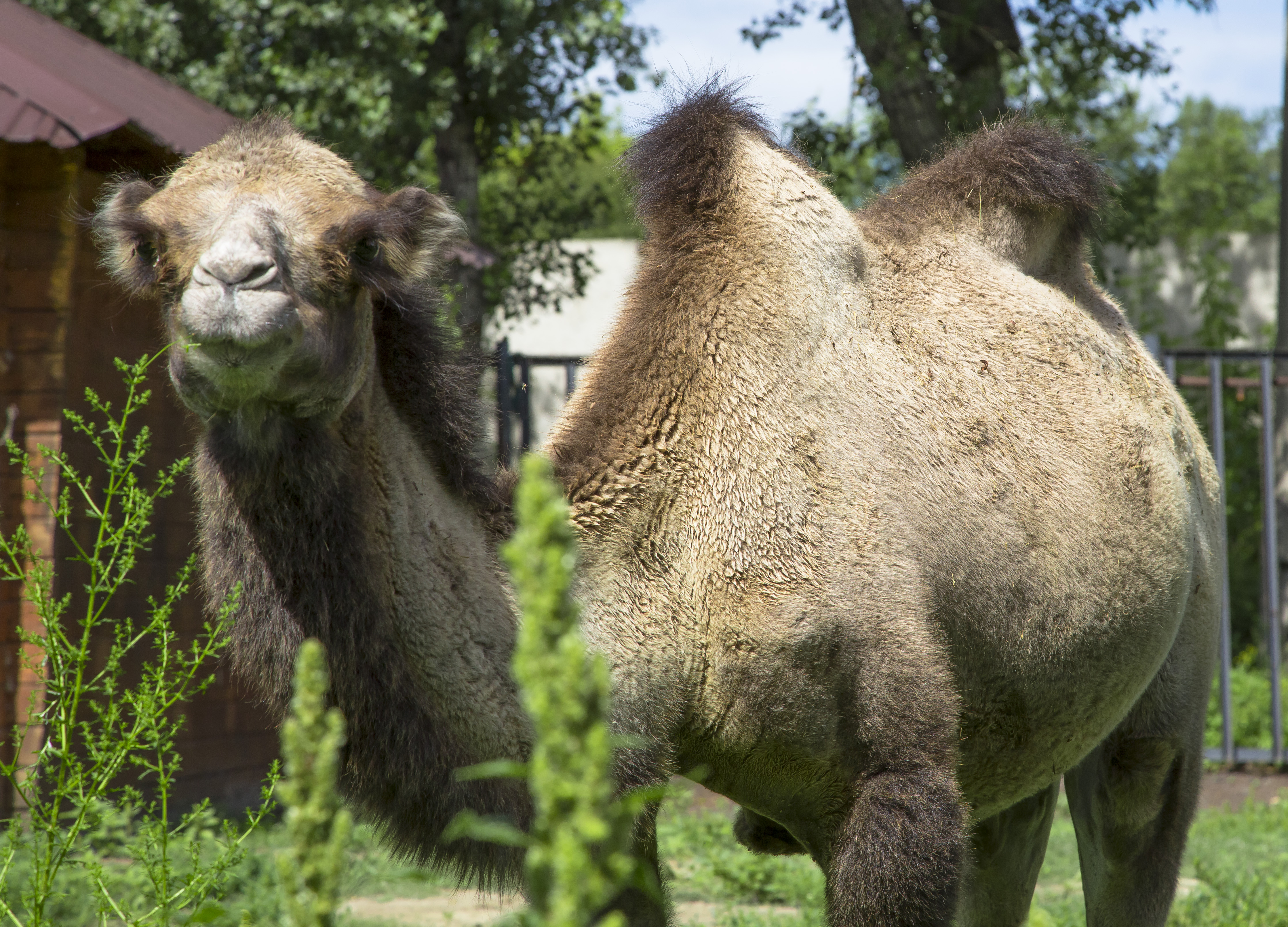
Верблюд Абаканского зоопарка, 2021 г.

Официальное наименование — Государственное бюджетное учреждение Республики Хакасия «Центр живой природы».
В 1965 году Абаканский Совет народных депутатов отвел предприятию Абаканского мясокомбината прилегающий к его территории участок земли размером 15 га, который общими стараниями сотрудников превратился в зелёную зону отдыха.
В начале семидесятых годов в зелёной зоне отдыха было решено создать живой уголок, первыми обитателями которого стали волнистые попугайчики, белая полярная сова и аквариумные рыбки.
В это время город посетил передвижной филиал Новосибирского зоопарка, и его работники подарили комбинату шотландского пони, львенка и пару попугаев ара.
В 1972 году Александр Сергеевич Кардаш, директор Абаканского мясоконсервного комбината, создал при комбинате зоопарк.
Началась переписка с другими зоопарками, охотничьими организациями. Зоопарк стал пополняться представителями животного мира Сибири и не только.
В 1983 году коллекция зоопарка уже насчитывала около 80 видов зверей и птиц.
В 1998 году начался процесс перехода зоопарка в ведение Министерства культуры Республики Хакасия. В связи с этим в 1999 г. Зоопарк «Абаканский» преобразован в Республиканское государственное учреждение «Зоологический парк Республики Хакасия». Коллекция зоопарка на тот период составляла 145 видов животных и птиц, всего — 470 экземпляров.
В 2002 году с целью сохранения биологического разнообразия и восстановления объектов растительного и животного мира Постановлением Правительства Республики Хакасия от 27.04.2002 г. № 117 зоопарк был переименован в Республиканское Государственное учреждение «Центр живой природы» и переведен в ведение Государственного комитета по охране окружающей среды и природопользованию Республики Хакасия. На тот период здесь насчитывалось 193 вида зверей, птиц и рептилий (675 экземпляров), из которых более 40 видов занесены в Международную Красную Книгу, Красную Книгу Российской Федерации и Красную Книгу Республики Хакасия. В результате такой плодотворной работы весной 2002 года Абаканский зоопарк был принят в Евро-Азиатскую региональную ассоциацию зоопарков и аквариумов (ЕАРАЗА).
24.09.2008 г. постановлением Правительства Республики Хакасия от № 327 РГУ «Центр живой природы» перешел в ведение Управления по охране, контролю и регулированию использования объектов животного мира и водных биологических ресурсов Республики Хакасия.
В этот период было проведено обширное благоустройство территории, отремонтированы множество вольеров и клеток, введено в эксплуатацию ранее не использовавшееся здание для администрации, оборудовано новое помещение кормовой кухни, проведена реконструкция помещения зимнего содержания животных и многое другое.
В 2012 году произведено изменение юридического статуса Центра живой природы: постановлением Правительства Республики Хакасия от 14.06.2012 № 389 "О создании Государственного бюджетного учреждения Республики Хакасия «Центр живой природы» Государственное казённое учреждение Республики Хакасия «Центр живой природы» переименовано в Государственное бюджетное учреждение Республики Хакасия «Центр живой природы».
В настоящий момент Центр живой природы находится в ведении Министерства природных ресурсов и экологии Республики Хакасия.
На сегодняшний день зоопарк активно развивается, стремится разнообразить коллекцию животных, способствует сохранению видового состава дикой природы.
С 2019 года состоит в Союзе зоопарков и аквариумов России (СОЗАР).
В настоящее время в Центре более ста пятидесяти видов животных. Имеется три участка: хищных животных, где содержится 13 видов, копытных — 15 видов, мелких животных, птиц и пресмыкающихся — 126 видов.
В 2014-м г. из яиц эму, на которых самец эму сидел 52 дня, вылупились 8 птенцов.
В конце 2020 г. у пантеры родились 4 котенка.
Пятьдесят три вида животных Центра занесены в Красные книги — Международную, России и Республики Хакасии, в том числе леопард, тигр, пума, сокол балобан, орлы (степной, могильник, беркут), пеликан, камышовый кот, журавль стерх, белоплечий орлан.
Коллекция зоопарка из года в год пополняется как редкими экзотическими видами животных, так и характерными представителями сибирской фауны. Так, например, в 2019—2021 году экспозицию зоопарка пополнили тамарины, малый толстый лори, африканские страусы, козерог сибирский, и другие животные.
В период 2015—2021 гг. проведено строительство просторных вольеров для хищных кошек, пресмыкающиеся и мелкие обезьяны переехали в новое помещение экзотариума, введена в эксплуатацию современная входная группа, площадка для отдыха, запланирована дальнейшая большая работа по улучшению условий содержания животных.
16 июля 2016 года у зоопарка появилась учётная запись в социальной сети «Instagram», годом позже — в социальной сети «ВКонтакте».
Одним из приоритетных направлений в работе с посетителями является экологическое просвещение. Деятельность осуществляется посредством экскурсий, тематических дней, праздников, конкурсов, показательных кормлений животных зоопарка. Зоопарк тесно сотрудничает с дошкольными образовательными учреждениями, школами, дополнительным образованием. Узнаваемы и всеми любимы такие праздники, как «День тигра», «День журавля», «Экологический марафон», игровые квесты.